# Souls at Zero
Souls at Zero – tytuł trzeciego LP w historii zespołu Neurosis, wydanego w 1992 roku. Jest to przełomowy album dla zespołu, pierwszy w dyskografii Neurosis odchodzący od stylistyki hardcore punka i wyznaczający nowy kierunek brzmieniowy, prekursorski względem post-metalu. Zespół połączył na nim sprawdzoną formułą ciężkiego grania z nowinkami technicznymi, takimi jak sampling czy różnorakie brzmienia elektroniczne. Płyta została pozytywnie przyjęta przez krytyków i środowisko fanów metalu; jest ona często spotykana w czołówkach wszelakich podsumowań muzycznych roku 1992).

## Spis utworów
1. To Crawl Under One's Skin
2. Souls at Zero
3. Zero
4. Flight
5. The Web
6. Sterile Vision
7. A Chronology for Survival
8. Stripped
9. Takeahnase
10. Empty